# Sphagnaceae
Sphagnaceae, porodica mahovnjača iz reda Sphagnales. U porodicu je smješteno nekoliko rodova, a jedini živi rod je Sphagnum.

## Vrste
1. genus: !Ambuchanania Seppelt & H.A. Crum ex A.J. Shaw
2. genus: Cryptothecium Huebener
3. genus: Isocladus Lindb.
4. genus: Palaeosphagnum Ignatov
5. genus: Sphagnophyllites D.D. Pant & N. Basu
6. genus: Sphagnum L.
7. genus: Stereisporites H.D. Pflug
8. genus: Trilites Cookson ex Couper